# Рокфеллер, Уильям
Уи́льям Э́вери Рокфе́ллер-ста́рший (англ. William Avery Rockefeller Sr., также известен как Дья́вол Билл (англ. Devil Bill); 13 ноября 1810, Грейнджер, Нью-Йорк — 11 мая 1906, Фрипорт, Иллинойс) — американский предприниматель, лесоруб, фармацевт и мошенник, выдававший себя за «ботанического доктора», под псевдонимом «Уильям Ливингстон». Отец первого официального долларового миллиардера в истории человечества — Джона Дэвисона Рокфеллера.
Известен тем, что покупал и продавал лошадей, и что однажды купил баржу с солью в Сиракузах. Спекуляция землей была ещё одним видом его бизнеса, и продажа эликсиров служила ему для поддержания наличности и помогала в его разведке земельных сделок. Он ссужал деньги фермерам под двенадцать процентов, но пытался ссужать фермерам, которые не могли заплатить, чтобы выкупить и забрать фермы.

## Биография

### Семья
Рокфеллер имел англо-немецкое происхождение. Родился 13 ноября 1810 года в городе Анкрам, штат Нью-Йорк. Рокфеллер был первым ребёнком из десяти в семье фермера и предпринимателя Годфрея Льюиса Рокфеллера (24 сентября 1783 — 28 сентября 1857) и Люси Эйвери (11 февраля 1786 — 6 апреля 1867). Годфри и Люси поженились 20 сентября 1806 года в Эмвелле, графство Хантердон, штат Нью-Джерси.

### Деятельность
Уильям был сначала лесорубом, а потом странствующим торговцем, называвшим себя «ботаническим доктором» и продававшим различные «эликсиры» и редко бывавшим дома.

## Личная жизнь

### Личность
По воспоминаниям соседей, Уильяма считали странным человеком, старающимся уклониться от тяжёлого физического труда, хотя и имеющим хорошее чувство юмора. По натуре Уильям был склонным к мошенничеству человеком, что помогло ему нарастить тот небольшой капитал, который позволил ему купить земельный участок за 3100 долларов. Однако склонность к криминальной деятельности соседствовала с предусмотрительностью, поэтому часть капиталов была вложена в различные предприятия.
Луиза, супруга Уильяма, держала на себе хозяйство, была очень набожной баптисткой. Поскольку муж подолгу отсутствовал, ей часто приходилось экономить на всём. Она старалась не обращать внимание на сообщения о странностях и супружеских изменах мужа.
Джон вспоминал, что отец с ранних лет рассказывал ему о предприятиях, в которых участвовал, объяснял принципы ведения дел, он писал об отце: «Он часто торговался со мной и покупал у меня различные услуги. Он научил меня, как нужно покупать и продавать. Мой отец просто „натаскивал“ меня на обогащение!».